# Hafjell
Hafjell is een dorp en skigebied in de provincie Innlandet in Noorwegen.
Het ligt niet ver gelegen van Lillehammer waar in 1994 de Olympische Spelen werden gehouden. Hafjell is voornamelijk bekend om zijn skipistes waar dan ook regelmatig grote skiwedstrijden worden georganiseerd, zoals World Cup wedstrijden. Tijdens de Olympische Spelen van 1994 was Hafjell dan ook een van de locaties waar vanuit Lillehammer naar werd uitgeweken. De worldcup mountainbiken werd in 2013 gereden.